# Galambos Tibor (atléta)
Galambos Tibor (Budapest, 1991. november 21. –) hármas- és távolugró, tízpróbázó, sokszoros magyar bajnok.

## Pályafutása
2004 és 2011 között a KSI atlétája volt. Ezután a Ferencvárosi Torna Club egyesületébe igazolt. 2025-ig összesen 30 felnőtt magyar bajnoki címet szerzett. Legmeghatározóbb eredményeit és bajnoki címeit hármasugrásban érte el, de megannyi címmel gazdagodott távolugrásban, 10 próbában és 7 próbában (fedett pályás többpróba) is egyaránt. Hármasugrásban szerepelt a 2013-a U23-as Európa-bajnokságon. A 2022-es atlétikai Európa-bajnokságon hármasugrásban nem jutott a döntőbe. Jelenleg is aktív sportoló. Edzője Kiss Tibor (16,69m) korábbi hármasugró. 

## Legjobb eredményei
- Hármasugrás: 16,20 m
- Távolugrás: 7,66 m

## Díjai elismerései
- Magyar fair play díj (2010)[1]
- Magyar bátorság érdemjel (Belügyminisztérium 2010)